# Коберидзе, Вардиш Георгиевич
Вардиш Георгиевич Коберидзе (1926 год — 1997 год, Рустави, Грузия) — старший мастер доменного цеха Закавказского металлургического завода имени Сталина, Грузинская ССР. Герой Социалистического Труда (1958). Член ЦК Компартии Грузии.

## Биография
Родился в 1926 году в крестьянской семье в Грузии. По комсомольской путёвке отправился на Донбасс осваивать металлургическую профессию. Окончил школу фабрично-заводского обучения в Енакиеве. До 1955 года трудился горновым доменной печи на Енакиевском металлургическом заводе. В 1951 году за выдающиеся трудовые достижения ему было присвоено звание «Лучший горновой Советского Союза».
После возвращения в Грузию продолжил трудиться старшим мастером доменного цеха Закавказского металлургического завода имени Сталина в Рустави. Указом Президиума Верховного Совета СССР от 19 июля 1958 года  за выдающиеся успехи, достигнутые в деле развития чёрной металлургии удостоен звания Героя Социалистического Труда с вручением ордена Ленина и золотой медали «Серп и Молот».
Позднее работал заместителем главного инженера Руставского металлургического завода.
Избирался членом ЦК Компартии Грузии.
После выхода на пенсию проживал в Рустави, где скончался в 1997 году.